# Samuel (patriarcha Aleksandrii)
Samuel (ur. 1661, zm. 1723) – prawosławny patriarcha Aleksandrii w latach 1710–1712 i 1714–1723. 